# Breguet 5
El bombardero Breguet Bre.V B.2 (Breguet 5 B.2) y el caza de escolta Breguet Bre.V Ca.2 (Breguet 5 Ca.2) fueron unos biplanos franceses de la Primera Guerra Mundial, desarrollados desde el bombardero Breguet Bre.IV (Breguet 4). Los Bre.VI (Breguet 6) y Bre.XII (Breguet 12) fueron, a su vez, desarrollos del Bre.V.

## Diseño y desarrollo
Este avión era un refinamiento de un caza de escolta que Breguet Aviation había diseñado y que había sido construido por Michelin como Breguet-Michelin BUC. Destinado inicialmente a llevar el mismo cañón Hotchkiss de 37 mm (1.5 in) que armaba al BUC, el Bre.5 fue revisado tras la solicitud del Ejército francés para que llevase una ametralladora Lewis de 7,7 mm (0.30 in) que disparase hacia atrás desde la parte superior del ala superior del biplano.

## Historia operacional

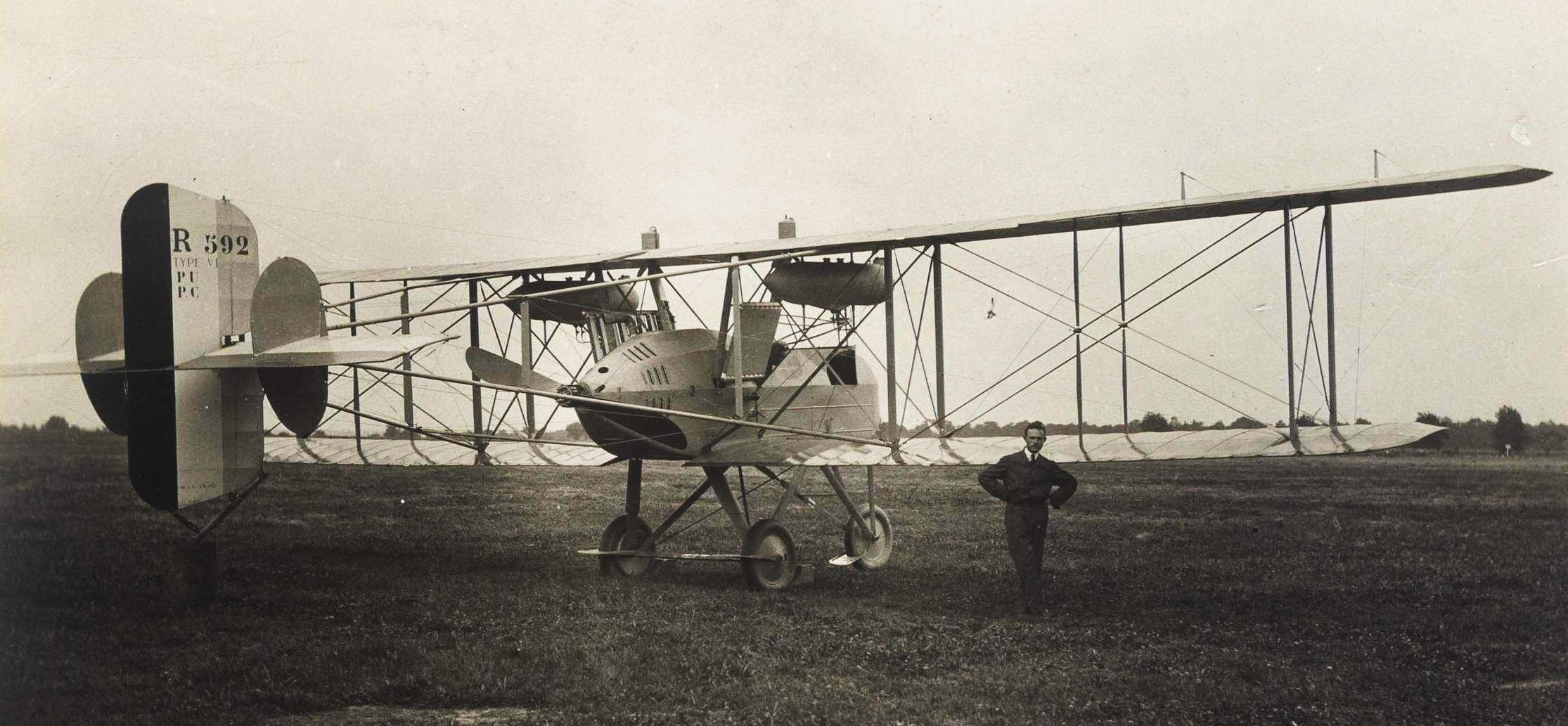
Breguet Bre.VI, con motor radial embutido Canton-Unné.

Se produjeron pequeñas cantidades de aparatos armados con cañón desde abril de 1916 en adelante, que fueron asignadas a unidades de bombardeo. El Real Servicio Aéreo Naval británico operó 35 ejemplares, de los que 10 aparatos llegaron desde Breguet, y 25 fueron construidos en el Reino Unido por Grahame-White como G.W.19.
El Bre.6 era similar, pero estaba propulsado por un motor radial embutido Canton-Unné A9 de 180 kW (240 hp), que fue desarrollado en caso de que la producción del motor Renault del Bre.5 no pudiera satisfacer la demanda. También fue producido como caza de escolta y bombardero.
Cuando el Bre.5 fue declarado obsoleto, cierta cantidad fue reconstruida como cazas y bombarderos nocturnos Bre.12. El caza llevaba un cañón de 37 mm y un foco, y poseía una rueda doble de morro que lo distinguía de las versiones anteriores.

## Variantes
Bre.5
Versión propulsada por Renault.
Bre.5 B.2
Versión de bombardeo.
Bre.5 Ca.2
Versión de caza de escolta armada con cañón.
Grahame White G.W.19
Versión de construcción británica para el RNAS con motor Rolls-Royce Falcon.
Bre.6
Versión propulsada por Canton-Unné.
Bre.6 B.2
Versión de bombardeo.
Bre.6 Ca.2
Caza de escolta armado con cañón.
Bre.12
Bre.5 reconstruidos para la caza nocturna.
Bre.12 B.2
Bombardero nocturno.
Bre.12 Ca.2
Caza nocturno armado con cañón.

## Operadores
Francia
- Ejército de Tierra

 Rumania
- Cuerpo Aéreo Rumano

 Reino Unido
- Real Servicio Aéreo Naval

## Especificaciones (Bre.5 Ca.2)

### Características generales
- Tripulación: Dos (piloto y artillero)
- Longitud: 9,9 m (32,5 ft)
- Envergadura: 17,5 m (57,4 ft)
- Altura: 3,9 m (12,8 ft)
- Superficie alar: 57,7 m² (621,1 ft²)
- Peso vacío: 1347 kg (2968,8 lb)
- Peso cargado: 1886 kg (4156,7 lb)
- Planta motriz: 1× motor lineal V12 refrigerado por líquido Renault 12Fb.
  - Potencia: 164 kW (226 HP; 223 CV)

### Rendimiento
- Velocidad máxima operativa (Vno): 136 km/h (85 MPH; 73 kt)
- Alcance: 700 km (378 nmi; 435 mi) (6 h 15 min)
- Techo de vuelo: 4300 m (14 108 ft) [3]
- Régimen de ascenso: 1,2 m/s (236 ft/min)

### Armamento
- Cañones: 

  - 1x Hotchkiss 37 de 37 mm flxible en la cabina frontal

## Aeronaves relacionadas

### Aeronaves similares
- AGO C.I
- Voisin V
- Royal Aircraft Factory F.E.2

### Secuencias de designación
- Secuencia Numérica (interna de Breguet): 4 - 5 - 6 - 11 - 12 - 14 - 16 - 17 →